# كوتونبورت (لويزيانا)
كوتونبورت (بالإنجليزية: Cottonport, Louisiana)‏ هي بلدة أمريكية تقع في الولايات المتحدة في لويزيانا. يقدر عدد سكانها بـ 2,006 نسمة .

## التركيبة السكانية
حدّد مكتب تعداد الولايات المتحدة بيانات التركيبة السكانية لكوتونبورت في تعداد الولايات المتحدة. في ما يلي، التركيبة السكانية حسب تعدادي 2000 و2010.

### تعداد عام 2000
بلغ عدد سكان كوتونبورت 2,316 نسمة بحسب تعداد عام 2000، وبلغ عدد الأسر 770 أسرة وعدد العائلات 549 عائلة مقيمة في البلدة. في حين سجلت الكثافة السكانية 446.2 نسمة لكل كيلومتر مربع (1,155.7/ميل2). وبلغ عدد الوحدات السكنية 840 وحدة بمتوسط كثافة قدره 161.8 لكل كيلومتر مربع (419.1/ميل2).
وتوزع التركيب العرقي للبلدة بنسبة 48.32% من البيض و49.65% من الأمريكيين الأفارقة و0.73% من الأمريكيين الأصليين و0.17% من الأمريكيين ذوي الأصول الآسيوية و0.30% من الأعراق الأخرى و0.82% من عرقين مختلطين أو أكثر و1.04% من الهسبانيون أو اللاتينيون من أي عرق.
بلغ عدد الأسر 770 أسرة كانت نسبة 47.1% منها لديها أطفال تحت سن الثامنة عشر تعيش معهم، وبلغت نسبة الأزواج القاطنين مع بعضهم البعض 38.8% من أصل المجموع الكلي للأسر، ونسبة 27.4% من الأسر كان لديها معيلات من الإناث دون وجود شريك،  بينما كانت نسبة 5.1% من الأسر لديها معيلون من الذكور دون وجود شريكة وكانت نسبة 28.7% من غير العائلات. تألفت نسبة 26.9% من أصل جميع الأسر من عدة أفراد يعيشون في نفس المنزل ونسبة 13% كانت تتألف من شخص يعيش بمفرده يبلغ من العمر 65 عاماً أو أكثر. وبلغ متوسط حجم الأسرة المعيشية 2.73، أما متوسط حجم العائلات فبلغ 3.26.
بلغ العمر الوسطي للسكان 31.3 عاماً. وكانت نسبة 32.3% من القاطنين تحت سن الثامنة عشر، وكانت نسبة 8.2% بين الثامنة عشر والرابعة والعشرين عاماً، ونسبة 22.7% كانت واقعةً في الفئة العمرية ما بين الخامسة والعشرين والرابعة والأربعين عاماً، ونسبة 17.7% كانت ما بين الخامسة والأربعين والرابعة والستين، ونسبة 9.9% كانت ضمن فئة الخامسة والستين عاماً فما فوق. يوجد لكل 100 أنثى 78.7 ذكر، ويوجد لكل 100 أنثى في الثامنة عشر من عمرها فما فوق 73.5 ذكر.
بلغ متوسط دخل الأسرة في البلدة 18,973 دولارًا، أما متوسط دخل العائلة فبلغ 21,888 دولارًا. وكان متوسط دخل الذكور 21,597 دولارًا مقابل 18,542 دولارًا للإناث. وسجل دخل الفرد الخاص بالبلدة 9,507 دولارًا. وكانت نسبة 34.5% من العائلات ونسبة 40.2% من السكان تحت خط الفقر، وكان من هؤلاء نسبة 54.9% تحت سن الثامنة عشر ونسبة 27.3% في الخامسة والستين من العمر وما فوق.

### تعداد عام 2010
بلغ عدد سكان كوتونبورت 2,006 نسمة بحسب تعداد عام 2010، وبلغ عدد الأسر 773 أسرة وعدد العائلات 508 عائلة مقيمة في البلدة. في حين سجلت الكثافة السكانية 386.5 نسمة لكل كيلومتر مربع (1,001.0/ميل2). وبلغ عدد الوحدات السكنية 869 وحدة بمتوسط كثافة قدره 167.4 لكل كيلومتر مربع (433.6/ميل2).
وتوزع التركيب العرقي للبلدة بنسبة 44.87% من البيض و52.84% من الأمريكيين الأفارقة و0.35% من الأمريكيين الأصليين و0.50% من الأمريكيين ذوي الأصول الآسيوية و0.40% من الأعراق الأخرى و1.05% من عرقين مختلطين أو أكثر و0.90% من الهسبانيون أو اللاتينيون من أي عرق.
بلغ عدد الأسر 773 أسرة كانت نسبة 39.5% منها لديها أطفال تحت سن الثامنة عشر تعيش معهم، وبلغت نسبة الأزواج القاطنين مع بعضهم البعض 34% من أصل المجموع الكلي للأسر، ونسبة 26.4% من الأسر كان لديها معيلات من الإناث دون وجود شريك،  بينما كانت نسبة 5.3% من الأسر لديها معيلون من الذكور دون وجود شريكة وكانت نسبة 34.3% من غير العائلات. تألفت نسبة 29.2% من أصل جميع الأسر من عدة أفراد يعيشون في نفس المنزل ونسبة 12.4% كانت تتألف من شخص يعيش بمفرده يبلغ من العمر 65 عاماً أو أكثر. وبلغ متوسط حجم الأسرة المعيشية 2.59، أما متوسط حجم العائلات فبلغ 3.20.
بلغ العمر الوسطي للسكان 33.1 عاماً. وكانت نسبة 30.2% من القاطنين تحت سن الثامنة عشر، وكانت نسبة 10.3% بين الثامنة عشر والرابعة والعشرين عاماً، ونسبة 21.9% كانت واقعةً في الفئة العمرية ما بين الخامسة والعشرين والرابعة والأربعين عاماً، ونسبة 24.5% كانت ما بين الخامسة والأربعين والرابعة والستين، ونسبة 13.1% كانت ضمن فئة الخامسة والستين عاماً فما فوق. وتوزع التركيب الجنسي للسكان بنسبة 44.8% ذكور و55.2% إناث.

## المدن التوأمة
مدينة Habay هي مدينة توأمة لـكوتونبورت (لويزيانا).

## أعلام
- هامبتون يموان